# Экспресс-тест на антиген

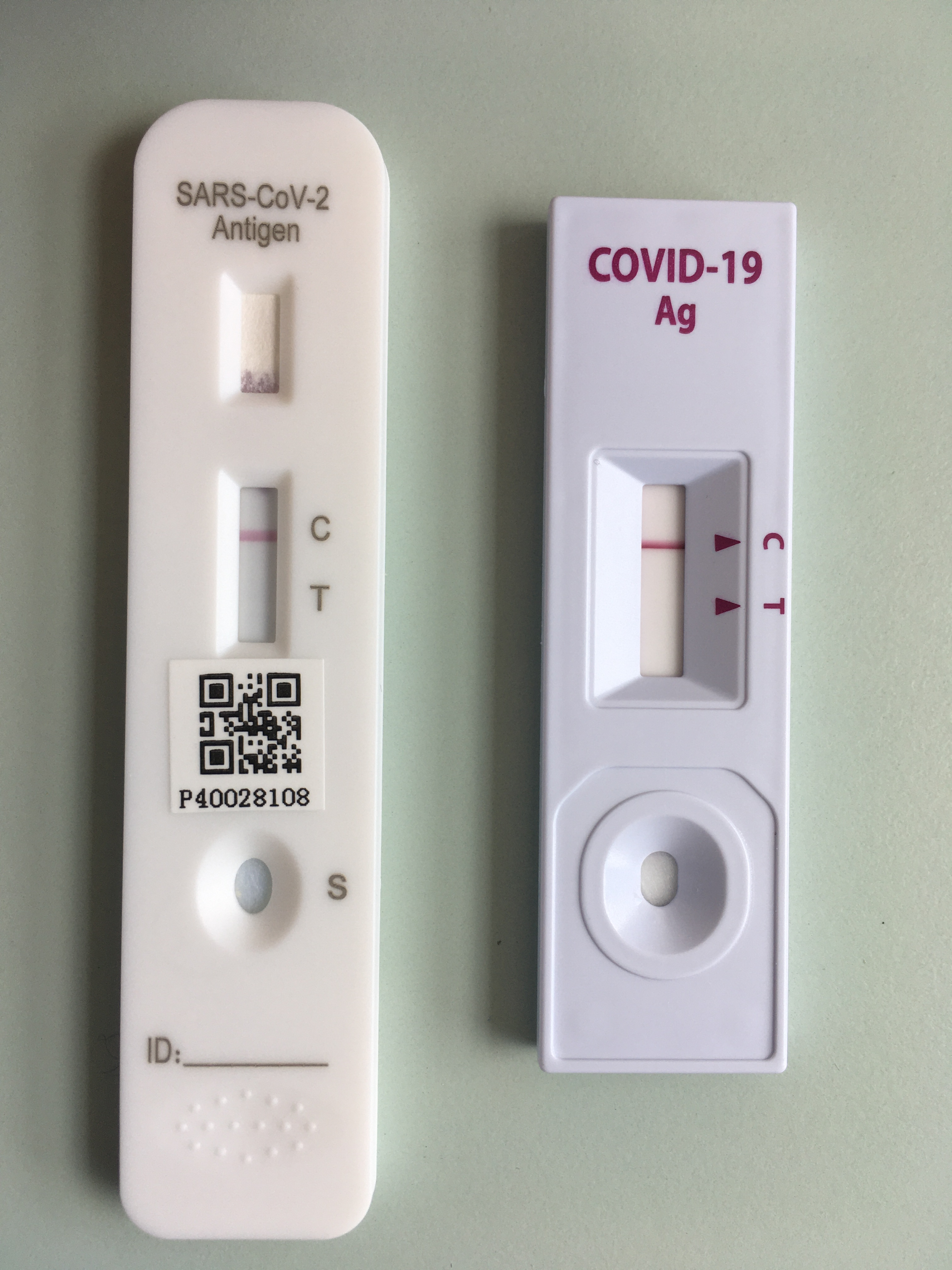
Экспресс-тесты на SARS-CoV-2. Тесты для выявления вирусного антигена в боковом потоке

Быстрый тест на антиген (RAT), или экспресс-тест, — это экспресс-диагностический тест, пригодный для тестирования в условиях пункта медицинской помощи, который непосредственно определяет наличие или отсутствие антигена. Он обычно используется для выявления SARS-CoV-2, вируса, вызывающего COVID-19. Экспресс-тесты — это тип тестов с латеральным потоком, которые выявляют белок, что отличает их от других медицинских тестов, которые выявляют антитела (тесты на антитела) или нуклеиновую кислоту (тесты на нуклеиновую кислоту), как лабораторного типа, так и типа point-of-care. Экспресс-тесты обычно дают результат через 5-30 минут, требуют минимальной подготовки или инфраструктуры и имеют значительные преимущества по стоимости.

## Применение
К распространенным примерам РАТ или РАДТ относятся:
- Экспресс-тесты, связанные с тестированием COVID-19
- Экспресс-тесты на стрептококк (на стрептококковые антигены)[1]
- Экспресс-тесты для диагностики гриппа (RIDTs) (на антигены вируса гриппа)
- Тесты для выявления антигена малярии (для антигенов плазмодия)

### Экспресс-тесты на антигены COVID-19
Быстрые тесты на антиген COVID-19 являются одним из наиболее полезных применений этих тестов. Часто называемые тестами бокового потока, они дают правительствам стран мира ряд преимуществ. Они быстро внедряются с минимальной подготовкой, предлагают значительные преимущества по стоимости, стоят значительно меньше существующих форм ПЦР-тестирования и дают пользователям результат в течение 5-30 минут. Быстрые антигенные тесты нашли свое лучшее применение в рамках массового тестирования или скрининга всего населения. Они успешны в этих подходах, потому что в дополнение к вышеупомянутым преимуществам они выявляют людей, которые наиболее заразны и потенциально могут распространить вирус среди большого количества других людей. Это несколько отличается от других форм COVID-19, таких как ПЦР, которые обычно рассматриваются как полезный тест для отдельных людей.
Таким образом, экспресс-тесты на антиген вируса SARS-CoV-2 по сравнению с ПЦР-тестированием обладают рядом преимуществ:
- Экспресс-диагностика. Тест позволяет быстро выявить наличие антигена вируса SARS-CoV-2 в биологическом материале тестируемого. Результат можно получить от 5 до 30 минут.
- Минимальная подготовка. Достаточно нетребовательные условия для проведения теста: непродолжительный и простой подготовительный этап, незначительное количество дополнительного оборудования.
- Портативность и мобильность. Экспресс-тесты представляют собой небольшие приборы, которые при необходимости подлежат транспортировке и могу быть использованы за пределами специализированных лабораторий. В частности, в медицинских учреждениях и аэропортах.
- Невысокая стоимость[4].

К ряде источников отмечаются недостатки экспресс-тестов на антиген вируса SARS-CoV-2:
- Низкая диагностическая чувствительность и специфичность. Для того, чтобы выявить наличие антигена вируса SARS-CoV-2 в определённой степени должна быть высокая концентрация вируса в биологическом материале тестируемого. Если состояние здоровья человека находится в инкубационном периоде, то есть на ранней стадии заболевания, то в его биологическом материале может содержаться не значительное количество антигена вируса SARS-CoV-2 для того, чтобы тест среагировал на него и показал положительный результат[5][6].
- Относительно не высокая точность результатов тестирования. Отмечается, что это зависит от условий проведения и срока хранения экспресс-теста. Истёкший срок хранения экспресс-теста может исказить результаты тестирования. Также сообщается о том, неточные результаты получаются из-за неправильного проведения теста на антиген коронавируса. Для более точного тестирования, необходимо брать биоматериал не только в носу, но и в горле[7][8].
- Высокая погрешность и низкая надёжность[9].

## Научная основа и биология, лежащая в основе
Тесты на антигены и антитела часто представляют собой иммуноанализ (ИА) того или иного типа, например, иммуноферментный анализ с помощью щупа или флуоресцентный иммуноанализ, однако РАТ — это иммунохроматографический анализ, который дает визуальные результаты, видимые невооружённым глазом. Он считается качественным, но человек, имеющий опыт тестирования RDT, может легко оценить результаты количественно. Будучи скрининговым тестом, если чувствительность и специфичность теста относительно низкие, то результаты следует оценивать на основе подтверждающих тестов, таких как ПЦР или вестерн-блот.
Одно из преимуществ теста на антиген перед тестом на антитела (например, экспресс-тесты на ВИЧ, выявляющие антитела) заключается в том, что иммунной системе может потребоваться время для выработки антител после начала инфекции, в то время как чужеродный антиген присутствует сразу же. Хотя в любом диагностическом тесте могут быть ложноотрицательные результаты, этот латентный период может открыть особенно широкую дорогу для ложноотрицательных результатов в тестах на антитела, хотя особенности зависят от того, о каком заболевании и каком тесте идет речь. Стоимость экспресс-тестов на антигены обычно составляет около 5,00 долларов США.